# 薩科TRG狙擊步槍
薩科TRG（芬兰语全寫：Tarkkuuskivääri Riihimäki G-sarja，意為：里希邁基精密步槍G系列）是由位於芬蘭里希邁基的槍械製造商薩科公司所研製和生產的一系列手動狙擊步槍。它是薩科TR-6標靶步槍的後繼產品，因此步槍名稱中的字母G代表數字7（G正是按字母順序排列的第七個字母）。
其中TRG-21與TRG-22（A1）發射.260雷明登（.260 Remington，6.5-08 A-Square，6.5×51毫米）和標準型.308 Winchester口徑彈藥，而TRG-41與TRG-42（A1）則裝有較大型的槍機和槍管作為標準組件，以發射火力和射程都更強大的.300溫徹斯特麥格農（7.62×67毫米）和.338拉普麥格農（8.6×70毫米或8.58×70毫米）口徑彈藥。以上型號都可以選擇單調的橄欖色、土黃色、沙色或黑色固定槍托，也可以選擇折疊槍托。TRG-62 A1作為第三次也是最大的迭代被添加到產品系列中，旨在發射威力、尺寸都要更大的.375 CheyTac（9.5×77毫米）步槍彈藥。
薩科TRG-22／42的槍口通常裝有制退器以減少後座力、槍口上揚和槍口焰。薩科公司原廠生產的TRG狙擊步槍往兩側排氣和可拆卸。一般而言，TRG都會配備一具卡爾·蔡司公司或是施密特-本德爾（簡稱：S&B）警用神槍手二型（英語：Police Marksman II，簡稱：PM II）固定放大倍率或可變倍率光学狙擊鏡。如果使用者希望有更多的靈活性，必需在不同的距離或是寬闊的視場內進行射擊的話，還可以使用可變倍率光學狙擊鏡。
2011年10月，薩科公司推出了TRG M10狙擊武器系統。它的設計使得使用者可藉着多口徑模組化系統自定配置，以滿足不斷變化的市場需求，相對的並不與其他（單口徑）TRG系列共享其機匣和其他技術功能。

## 歷史

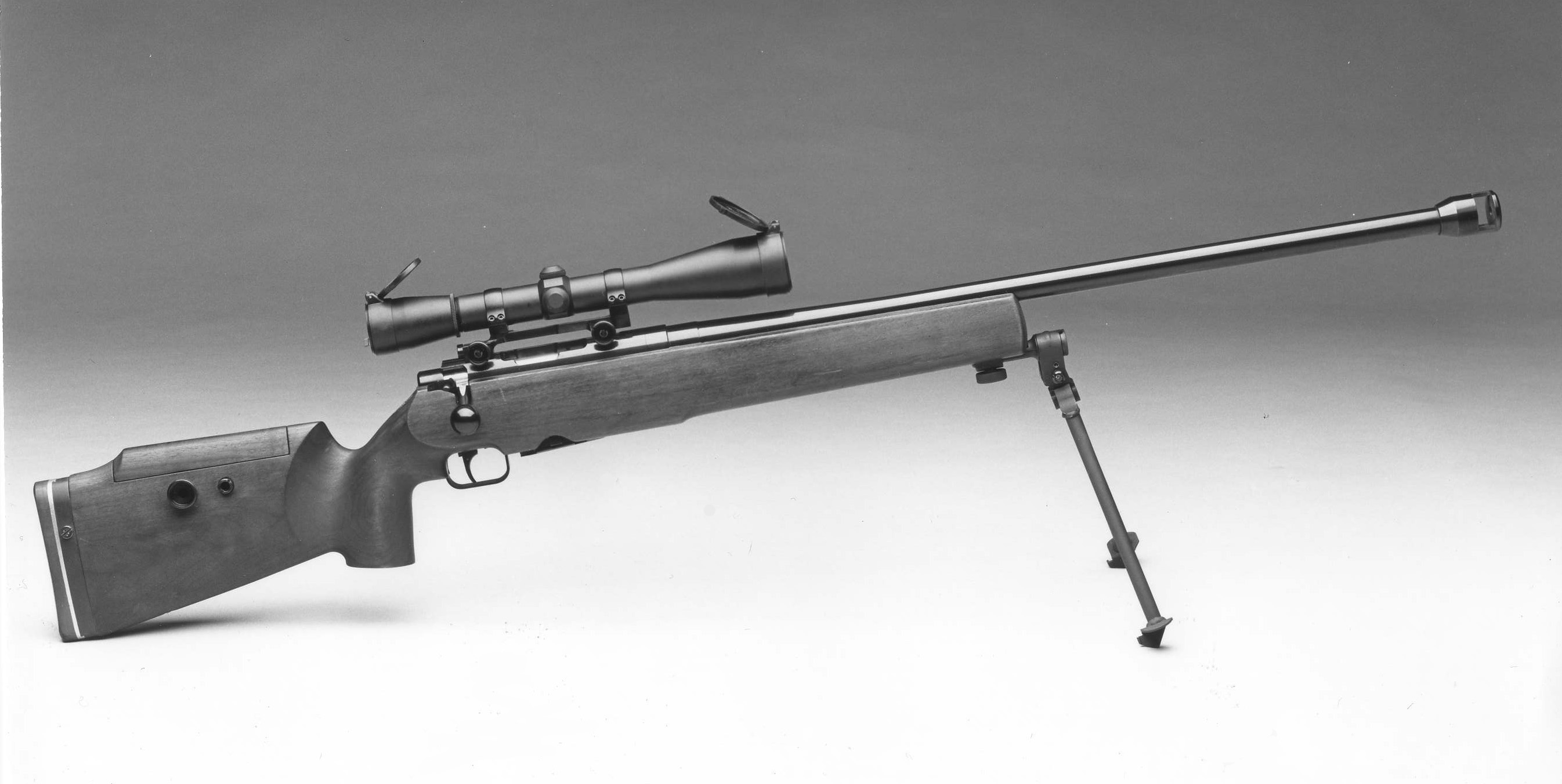
維美德狙擊手M86被選用作薩科TRG狙擊步槍系列的基礎。

即使TRG-21從原來設計成功的薩科TR-6標靶步槍以及1984年至1986年間與薩科公司合併的芬蘭國營槍械公司維美德曾經研製、卻幾乎沒有生產的維美德狙擊M86步槍改進而成，重達4.7公斤（10.36磅）的TRG-21設計卻是真實地根據狙擊手的要求徹底深入的研究成果。

### TRG-21和TRG-41
1989年，位於芬蘭里希邁基的槍械製造商薩科有限公司推出了.308 Winchester口徑的TRG-21高精度手動步槍，並將其作為新型號狙擊步槍。TRG在選擇採用槍機方面，薩科一改多種近代的狙擊步槍使用經過改進的雙鎖耳毛瑟式旋转后拉式枪机的作風，而是使用過去的對稱型三鎖耳式槍機，其直径為19毫米（0.75英吋），而整個閉鎖表面為75平方毫米（0.116平方英寸）。TRG-21槍機的設計最大彈匣長度為75毫米（2.95英吋）。這種手動槍機設計的改進一直持續到現在，並可以在最近薩科製造的狩獵步槍，例如目前生產型號的薩科85和已被列入舊型號的薩科75。隨後，薩科有限公司推出了另一枝將TRG-21的槍機延長20毫米並且加以放大至馬格南用途槍機的狙擊步槍，以能夠使用和承受.338拉普麥格農口徑步枪子彈，並且將其命名為TRG-41。

### TRG-S M995（麥格農）

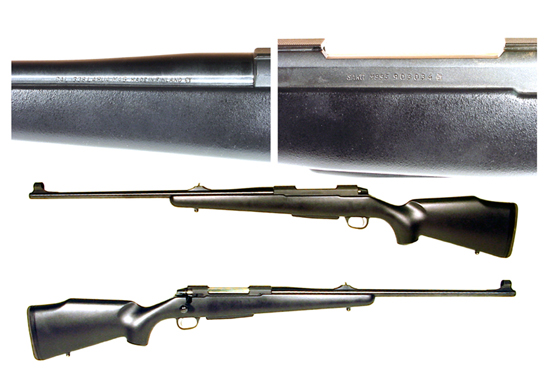
TRG-S M995為 TRG-41的狩獵用途衍生型。

及後在1992年，薩科有限公司亦推出了TRG的狩獵化用途衍生型，並且將其命名為TRG-S M995與TRG-S麥格農型，它使用了與TRG-41相同的機匣（長槍栓型）和槍機（只是不同的拉機柄），而不同之處是機匣頂部是開放式，並且配有一體式薩科楔形燕尾導軌，而不是很像TRG-41般在機匣右側上留有拋殼口和平行的17毫米（0.67英寸）一體式燕尾導軌。TRG-S M995（麥格農）一直生產到 2003 年，備有8款標準口徑和14款麥格農口徑，其中包括.338拉普麥格農。所有TRG-S M995步槍均使用相同的槍托和機匣，設計最大彈匣長度為95毫米（3.74英寸）。它使用四款不同尺寸的可拆卸彈匣和三款不同的槍栓體以容納所提供的尺寸不同的步槍彈藥筒。薩科也生產過TRG-S的卡賓槍型，根據薩科提供的文獻，其槍管長度為520毫米（20.5英寸）。然而，進口到美國的M995卡賓槍型採用的是495毫米（19.5英寸）槍管，而且僅有.375 H&H麥格農口徑。薩科亦曾計劃基於TRG-21，生產一款短槍栓式TRG-S M975，設計最大彈匣長度僅為75毫米（2.95英寸）。但最後薩科放棄了這個計劃，只生產了少量的M975原型機。

### TRG-22和TRG-42

使用.338拉普麥格農口徑的薩科TRG-42步槍的意大利士兵。

1990年代後期，為了令TRG系統更適合作為軍事用途，薩科對TRG-21和TRG-41的設計進行升級和改進。一些戰術配件，例如TRG系統的制退器和兩腳架（即是能夠讓步槍沿著其孔軸線的附近旋轉或“懸掛”，以確保在TRG裝上了巨大而沉重的光学狙擊鏡、紅點鏡、棱鏡式瞄準鏡、夜視鏡和／或熱成像儀下仍然能夠穩固在射擊位置）也有所改進。其改進的結果是1999年推出的TRG-22和TRG-42這兩枝狙擊步槍系統。
2007年6月，原廠自願召回1999年10月至2002年10月期間生產的TRG-22、TRG-42和M995（TRG-S）步槍，以糾正擊發有缺陷的彈藥時，部分撞針可能從後退出的可能性。
2011年，美國薩科廠商委託特別限量生產.260雷明登（.260 Remington，6.5-08 A-Square，6.5×51毫米）的TRG-22狙擊步槍，並在開始為2011年5月推出這種口徑的步槍。
2013年，根據客戶的要求，TRG系統獲得進一步的升級和改進。此次升級包括安裝了經改進的緩衝墊，以減少感受到的後座力；一種新型結構的槍機釋放按鈕，一個新型的完全可調節式兩道火扳機機構，並且採用了全新而更符合人體工學的保險桿，和與彈匣附件更兼容、由铝磨製而成的扳機護環。此外，拉機柄和與其附接的槍機體亦獲加固。這些一般2013年的升級可與舊式TRG步槍向後兼容。特別是.338 Lapua Magnum口徑的TRG-42型號，於2013年推出的新型槍機具有雙柱塞式退殼桿，以提高尺寸較大而且質量較重的.338 Lapua Magnum步槍的退殼可靠性。

### TRG-22A1和TRG-42A1
2018年，薩科公司推出了TRG-22 A1和TRG-42 A1兩款新型號。TRG A1型號系列具有與薩科TRG M10狙擊武器系統類似的槍托，具有鋁製中間底盤底把、側向折疊式快速調節槍托以及具有M-LOK導軌整合系統的前護木，可將附件直接連接到“負空間」（凹洞式）安裝孔。底盤框架提供鎢灰色、橄欖褐色、石墨黑色和土狼棕色Cerakote表面處理。機匣頂部從設計時已內建30 MOA皮卡汀尼導軌。TRG A1型號並不提供薩科TRG M10狙擊武器系統的使用者可配置多口徑模組化系統。TRG A1型號的所有槍栓均採用早在.338拉普麥格農口徑TRG-42已導入的雙柱塞式拋殼頂桿，而TRG-22 A1的6.5毫米口徑克里德莫爾彈型號選項則由於彈藥的殼底直徑而擴大了膛室。

### TRG-62 A1
2024年，TRG-62 A1被添加到A1系列當中，成為第三款也是最龐大的迭代產品，這得益於它的槍機設計最大彈殼長度超過95毫米（3.74英寸）。長達113.40毫米（4.46英寸）的.375 CheyTac（9.5×77毫米）步槍子彈獲選中並導入TRG系列，以將可實現的有效射程延長至2,000米（2,187碼），而不必處理與槍栓推力或後膛壓力增加相關的缺點。TRG-62 A1採用了A1系列和TRG-10共通的扳機裝置以及350或380格令（22.7或24.6克）9.5×77毫米相關彈藥。槍口制退器被修改為四室式，以適應尺寸更大、威力更大的新型9.5×77毫米彈膛。機匣頂部修改為內建30角分或45角分的北約附件導軌。它的市場定位是「僅供軍隊和執法部門使用」。薩科亦正在研發可使用長達115.50毫米（4.55吋）的.408 CheyTac（10.36×77毫米）口徑步槍子彈的未來TRG-62 A1新型號。

### 其他
薩科從來沒有完全忘記了TRG系統是由目標步槍所改進而成的回事。所需裝上的瞄準用途配件，例如比賽等級覘孔式照門或打靶型覘孔式照門（裝在槍口制退器後方）和防止海市蜃楼的長布帶（防止槍管在暴晒下發熱產生的上升熱氣導致狙擊鏡產生虛像），亦是一應俱全。配備這些配件的TRG步槍，可用於非軍事或執法類的任務，例如300公尺（328.08碼，984.25英尺）UIT標準步槍競賽、国际军事体育理事会競賽或其他種類的全口徑打靶射擊。TRG步槍在長射程競賽上十分常見，而且其射擊表現亦是非常好。
TRG系統的設計特徵與目的，就是提高在惡劣環境以下的可靠性和一致的精度性能（一名有能力的射手搭配有一致的精度與適當的彈藥可以達到預計等於或少於0.5MOA的精度）。這使它已經成為了一種很流行常見的狙擊平台，儘管其價格不菲。

## 設計細節

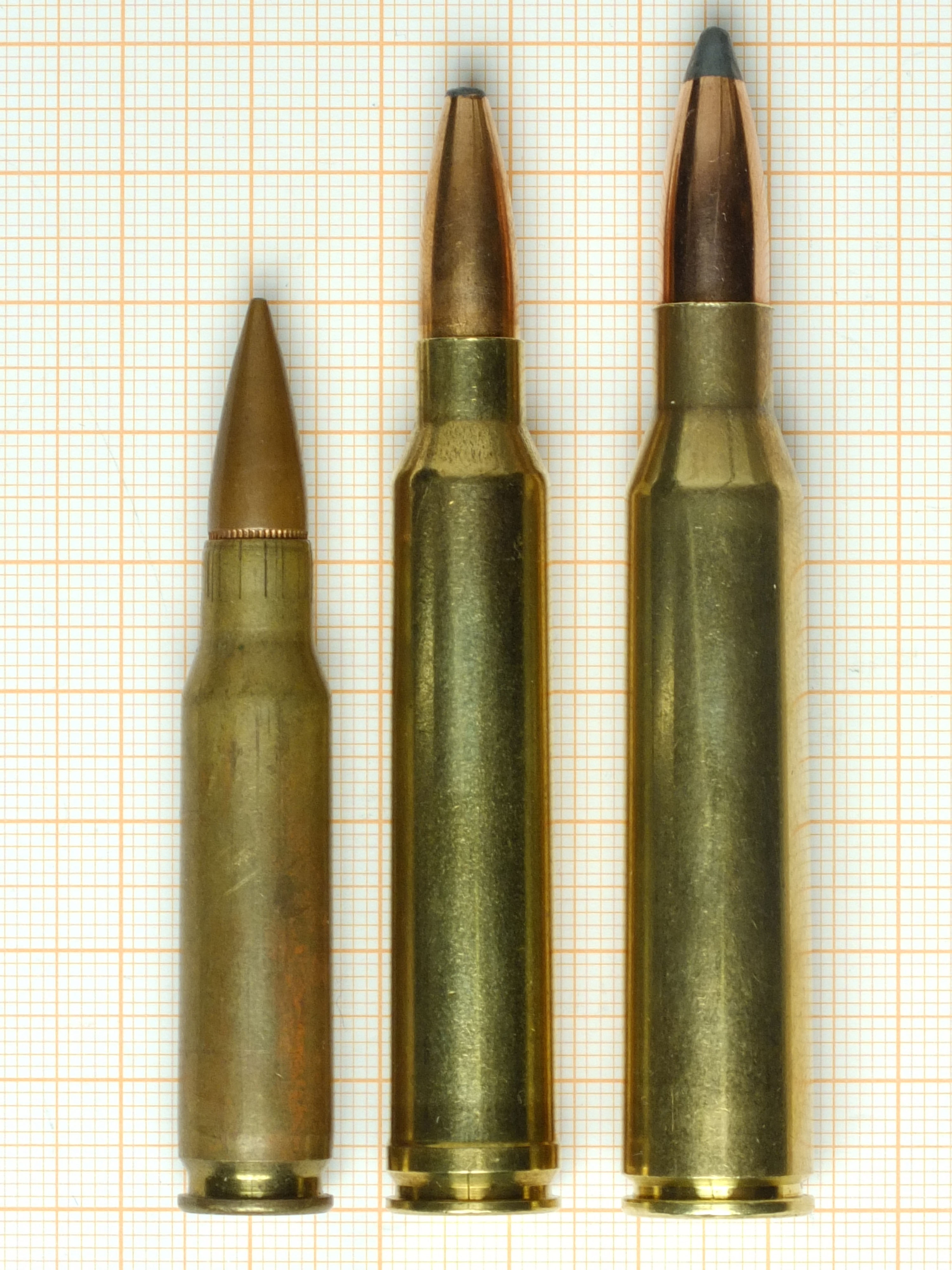
從左至右：.308溫徹斯特（7.62×51mm NATO）、.300溫徹斯特馬格南（7.62×67mm）和.338拉普阿馬格南（8.6×70mm）子彈，顯示三者的尺寸差異。

TRG系統的獨特之處就是幾乎是一個專門設計的狙擊步槍，而不是現有的一些通用步槍的精確化版本。TRG狙擊步槍可以有啞光或是錳磷化兩種表面處理。

### 特徵
TRG系統的核心就是它以冷錘鍛造的機匣和槍管。兩者都為TRG系統提供了最大的強度、最低的重量以及良好的耐磨性。圓筒型“無阻力”槍機上具有內置式拋殼頂桿和三個大型鎖耳（英語：Lug），槍機開鎖及閉鎖時只需要60度旋轉，短槍機型的槍機行程是98毫米（3.86英吋），而長槍機型的槍機行程則是118毫米（4.65英吋），這些特點深受需要對目標（不論是一個或是多個）快速射擊的射手所歡迎。拉機柄的長度適中並且在末端裝上一個大型合成球根狀把手，使得拉機柄堅固和可靠。除此之外，機匣頂部亦裝有一條內置一個或多個回彈鎖耳的一連串鑽孔形狀的17毫米（0.67英吋）楔形導軌以固定安裝的戰術配件，以適應不同類型的光學狙擊鏡、夜視儀、热成像仪或光學電子瞄準鏡。TRG亦裝有折疊式機械瞄具，可以用在次要情況或緊急情況。
機匣的大型座床表面以三根螺釘與鋁合金製造的座床塊連接以達到最大的穩定性。這樣的組合亦確保了其有著不常見地非常高的穩定度。

### 供彈方式
薩科TRG是由一具可拆卸式彈匣從下機匣彈匣插槽供彈，取代過去的狙擊步槍沿用自狩獵步槍設計的固定彈倉，讓射手即使要面對大量目標也能夠維持不會很快就中斷的火力。可拆卸式彈匣為雙排單進設計，口徑不同會使容彈量也不相同，7.62×51毫米北約、.338拉普麥格農和.338諾瑪麥格農口徑分別為有10發、7發和5發，其容量是基於彈匣從中軸線位置供彈的最大可靠性以及能否讓子彈精確定位地進入膛室而決定。彈匣可以在槍機閉鎖位置以下插入到位而不影響槍機平穩地移動，另一方面彈匣的彈簧亦不會干擾其射擊時的精度。彈匣卡筍就在扳機護環和彈匣插槽之間，射手需要以拇指協助拆卸彈匣及重新裝填。

### 槍管
TRG系統各個口徑所使用的槍管是自由浮動式重型鉻鉬槍管（鉻鉬槍管與不銹鋼槍管相比，有更好的抗喉嚨侵蝕能力，因而有更長的精度壽命），並且會因為發射的子彈和膛室外型而有不同的長度、陰膛製造方法和膛線纏距上的優化。.260雷明登、.308溫徹斯特（7.62×51毫米北約）、.300溫徹斯特馬格南和 .338拉普馬格南口徑的TRG-24都可以使用一般的狙擊步槍都使用的長槍管和510毫米（20.08英吋）的短槍管，藉此以減輕總重量和縮短長度。如果有特別要求的話，TRG亦可以提供不鏽鋼製槍管。作為附件之一的消焰／制退器這種槍口裝置上亦可從槍口螺紋上拆卸以利用其螺紋裝上消聲器。
.308 Winchester口徑的膛線纏距是280毫米（1：11英吋）和36.7口徑右旋膛線連四條陰膛線，其膛線密度超過了一般而言的.308 Winchester口徑的槍械的305毫米（1：12英吋）和40口徑膛線纏距，可說是對超音速和亞音速彈丸之間的一種妥協。
.260雷明登（.260 Remington，6.5-08 A-Square，6.5×51毫米）口徑也有一款非傳統的203毫米（1：8英吋）和31.2口徑右旋的膛線纏距作為選擇，該槍管比起傳統的229毫米（1：9英吋）和35.2口徑右旋的膛線纏距更能夠令發射穩定時間更長和更重的極低阻力（VLD）彈丸的彈道時的表現更為出色。自2011年5月開始，.260雷明登口徑的TRG-22已經可以訂購。TRG系統在推出.260 Remington口徑時，並沒有同時為TRG帶來重大的技術變革，這是因為.260 Remington本身就是雷明登以.308 Winchester口徑子彈為藍本，縮小口徑至6.5毫米（0.26英寸）而成的衍生型子彈，這也意味著這種子彈只需在轉換槍管口徑以後就可以在原來是.308 Winchester口徑的步槍以上使用。
.300溫徹斯特麥格農（7.62×67毫米）口徑也有一款非傳統的280毫米（1：11英吋）和36.7右旋的膛線纏距。
.338拉普麥格農（8.6×70毫米或8.58×70毫米）口徑同樣有一款非傳統的305毫米（1：12英吋）和36.4口徑右旋的膛線纏距，以改進TRG步槍在發射16.2克（250格令）斯那（英語：Scenar）.338口徑極低阻力彈丸的彈道表現。截至2009年，338拉普麥格農口徑方面還提供了一根254毫米（1：10英吋）和30.3口徑膛線纏距的槍管作為選擇，該槍管能夠改進TRG步槍在發射穩定時間更長和更重的極低阻力彈丸的彈道表現，例如塞拉利昂公司（英語：Sierra）的空尖尾錐型（英語：Hollow Point Boat Tail，簡稱：HPBT）比賽之王（英語：MatchKing）和拉普斯那（英語：Lapua Scenar）19.44克（300格令）.338口徑彈丸。傳統的254毫米（1：10英吋）現在已經成為.338拉普麥格農口徑標準膛線纏距。

### 保險裝置
保險桿位於扳機護環裡面和扳機前面，操作它的時候不會產生機械噪音。其兩個位置的安全鎖可以鎖著扳機機構、在閉鎖位置鎖著槍機和阻止撞針運動。當保險桿拉到最前方的位置的時候就會鎖往槍機、扳機和撞針。當保險桿推到最後方的位置的時候就會解鎖。當武器在待發狀態以下，後面的手動槍機內部的撞針會突出1.52毫米（0.06英吋），從而令使用者有可能感覺到假設這枝武器已經在準備射擊或不會出現能見度低的問題。

### 扳機
其兩道火式扳機機構可以在1—2.5公斤（2.2—5.51磅力）之間調節其扳機扣力，並且可以調整其長度、水平和垂直間距。這種可調節功能的優點是避免扳機向著不適當的方向運動，導致步槍出現移位而脫離目標。其扳機行程很短，因此不會有明顯的扳機行程過長。為了確保它的安全因素，扳機組件亦導入了保險凹口，以防止因射擊而導致步槍承受強烈衝擊。保險桿位於扳機護環內，操作時平滑流暢。它除了能夠鎖著扳機機構以外，並能夠在槍機位於閉鎖位置時鎖著槍機，並且阻止撞針運動。其撞針行程是6.5毫米（0.26英吋）。TRG步槍在設計上的一個重大優勢，就是扳機機構亦是採用模塊化設計，可以在不需要將整枝步槍分解以下很方便地直接從步槍槍身上拆卸下來。

### 槍托
TRG系統的槍托設計是一個很大的創造性思維。除了狙擊步槍所需要的狙擊要求，TRG步槍的設計目的亦要同時符合UIT標準步槍競賽、国际军事体育理事会的規定。薩科公司提供了黑色、綠色、沙色或土黃色的四種槍托外表塗裝的衍生型，當中綠色、沙色或土黃色槍托外表塗裝衍生型的重量比起黑色槍托外表塗裝衍生型要多重0.2公斤（0.44磅）。從2011年開始，薩科公司也開始提供多種數碼迷彩偽裝塗色槍托的款式。
TRG系統的前托基座設計符合人體工學，其包括了大型座床塊和用以安裝兩腳架配件的連接點的座床塊支架，是由铝合金部件加上注塑成型的聚氨酯高分子聚合物塗層外殼所製成。前護木與槍托為獨立的兩個部份。前護木部份的連手槍握把聚氨酯槍托與和整體式鋁製支架能夠增加其強度和給右手和左手為慣用手的射手靈活地使用TRG系統。後方槍托部份內具有一系列槍托墊板（槍托內亦已裝有兩塊槍托墊板）和角度底板以進行稍微加長或縮短長度和底板的曲率上的調整，槍托底板可以利用六角扳手對槍托底板螺絲進行高度、水平和扭轉調節，因此射手可根據個人身形進行量身調整。最後，托腮板可以利用其螺絲和墊板配件進行水平和高度上的調整。
位於槍托後方的左右兩側都具有各一個钢製的槍背帶環附件插口。前端的槍背帶環附件則是通過插入並固定的方式把一個金屬製槍背帶環連接到其位於前托或前護木下的金屬製導軌。此前端的槍背帶環連接點，可以沿著導軌的長度以右手或左手靈活地（重新）定位，並且以螺絲固定。由原廠所製造的攜帶及／或射擊用途槍背帶本身並裝上了具有可快速安裝和拆卸特色的金屬製轉環。槍背帶環是以將其推入一個獨立的附件插口，並以推動轉環上的整體式按鈕並從附件插口拉出來的方式拆卸。

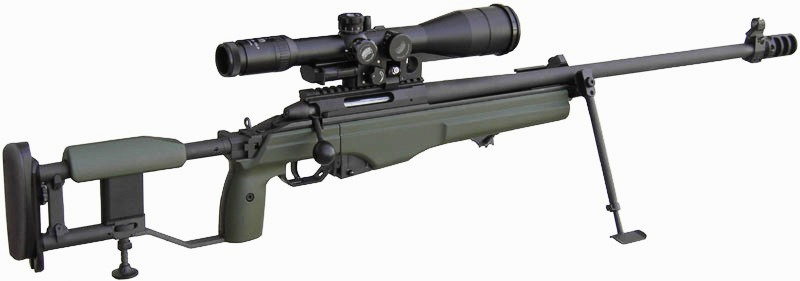
裝上了可選的折疊槍托的薩科TRG狙擊步槍。

TRG系統亦可以轉用一款以右手和左手為慣用手的射手骨架型折疊式設計的槍托。折疊槍托衍生型的重量比起綠色、沙色或土黃色非折疊槍托外表塗裝衍生型要多重0.5公斤（1.1磅），是由手槍握把後方的铰链連接，它向左邊折疊，並且在到位時以折疊卡扣鎖緊。當槍托摺疊以後，TRG狙擊步槍的全長會縮短250毫米（9.84英吋）。鋼鐵製造的折疊槍托具有磷化耐腐蝕的表面處理，而聚氨酯外殼部分有橄欖褐色或沙色外表塗裝選擇。槍托的後方可以稍微調節長度和高度。托腮板和後腳架也可調節高度。這些調整選項可以讓射手根據其個人偏好自行定制出各種尺寸和形狀的TRG系統的折疊槍托，這亦是一種少見而且具有多種功能的折疊槍托。手槍握把把身上具有一個鐵線製的掛鉤狀新型軍用型槍背帶環。薩科TRG折疊槍托型狙擊步槍亦配備了MIL-STD-1913戰術導軌，可用以安裝任何日間／夜間MIL-STD-1913戰術導軌、紅點鏡、夜視鏡、热成像仪或其他戰術配件。

### 附件
TRG系統可以使用原廠薩科製造的配件，當中包括在緊急情況下才作為輔助瞄準用途而使用的後備機械瞄具、減輕發射時的槍口上揚的消焰／制退器、比賽用途瞄準具連接座、光學狙擊鏡瞄具連接座、STANAG 2324（MIL-STD-1913戰術導軌、皮卡汀尼導軌）、裝在TRG的前托頂部的三條戰術導軌架連接座、裝在TRG的前托底部的戰術導軌架連接座、夜間瞄準具適配器、抑制器（消聲器）、槍口螺紋保護器、各種槍背帶和槍背帶環、清潔套件袋、軟質包以及重型運輸用硬盒箱。薩科亦製作了多個版本的TRG系統專用兩腳架，所有為其設計的專用兩腳架都是在铝製大型座床塊前托底部的連接點鎖上。最新版本的兩腳架是一種較少數的步槍用兩腳架，能夠讓步槍沿著孔軸附近旋轉或“懸掛”，以確保在TRG裝上了巨大而沉重的光学狙擊鏡、紅點鏡、夜視鏡和／或热成像仪下仍然能夠穩固在射擊位置。它具有一個較窄的腿角設計，這是為了解決以往版本的兩腳架會對光學狙擊瞄準鏡前面串列安裝夜間夜視鏡系統有一些干擾的問題。

## 衍生型

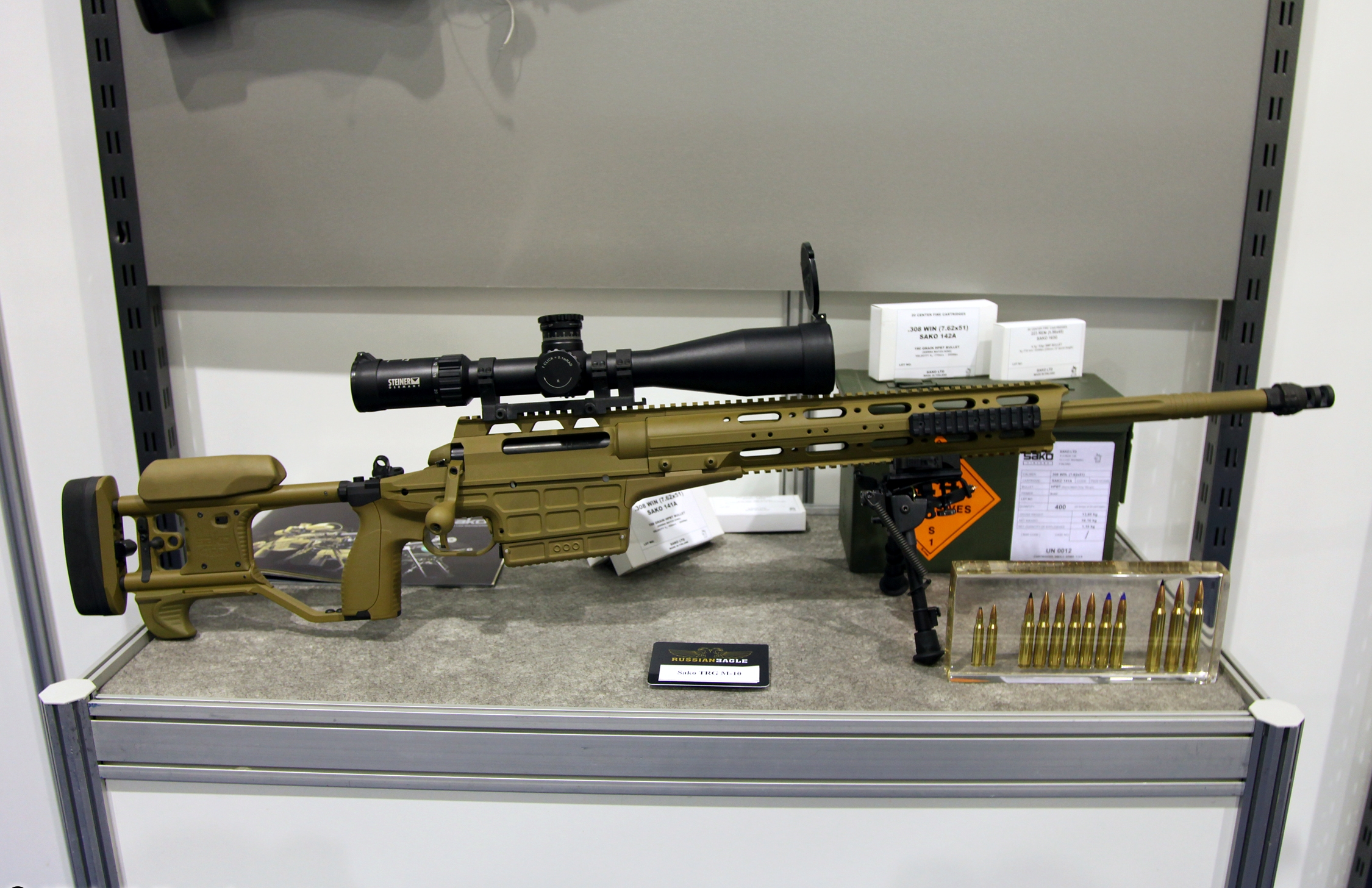
薩科TRG M10狙擊手武器系統。

- TRG-21：.308 Winchester（7.62×51毫米NATO）口徑版本。
- TRG-22：TRG-21的升級和改進型號，使用新的槍托設計（最大子彈長度是75（2.95英寸））。
- TRG-41：.338拉普麥格農（.338 Lapua，8.6×70毫米或8.58×70毫米）口徑衍生型，它也有.300溫徹斯特麥格農（.300 Win Mag，7.62×67毫米）口徑版本。
- TRG-42：TRG-41的升級和改進型號，使用新的槍托設計（最大子彈長度是95（3.74英寸））。
- 貝瑞塔TRG-42狙擊型：在2008年10月，薩科公司通過貝瑞塔美國進口代理商，在年度會議和博覽會上向美國陸軍協會（簡稱：AUSA）發表了貝瑞塔TRG-42狙擊型，並且在2009年1月15日美國特種作戰司令部發出的一項名為精密狙擊步槍（英语：Precision Sniper Rifle）（簡稱：PSR）的招標上作為其中一個競標的.338口徑狙擊平台。事實上，這就是裝上了短槍管、折疊槍托、特製制退器和具有整合式延長戰術導軌系統的TRG-42。[31][32][33][34][35]
- TRG M10：在2011年9月，薩科公司推出了TRG M10狙擊手武器系統（英語：Sniper Weapon System）。TRG M10在設計上是一枝使用者可自由配置的多口徑模塊化系統，而且不會與薩科TRG通用機匣和其他技術特點。TRG M10系統可以在室外通過改變槍機、彈匣、前護木以及槍管，在.308 Winchester（7.62×51毫米NATO）、.300溫徹斯特麥格農（.300 Win Mag，7.62×67毫米）和.338拉普麥格農（.338 Lapua，8.6×70毫米或8.58×70毫米）三種口徑以至膛室之間進行切換，以適應各種要求。薩科公司並在其官方網站列明，TRG M10的銷售對象“只限軍隊和執法機關”。[36][37][38]

薩科TRG M10亦曾經參與2009年1月15日美國特種作戰司令部發出的一項名為精密狙擊步槍（簡稱：PSR）的合同並作為其中一個.338口徑狙擊平台，與其他槍械製造商所全新研製或既有型號的改進型進行競標，以滿足特種作戰司令部的願望，取代目前所有的美國特種作戰狙擊手所使用的手動狙擊步槍。但最後在競標之中得標的是雷明登軍品分公司的雷明登MSR狙擊步槍。而雷明登MSR的品質嚴重不合格，被中標後命名為Mk 22先進狙擊步槍的巴雷特MRAD所取代則是後話。

## 使用國

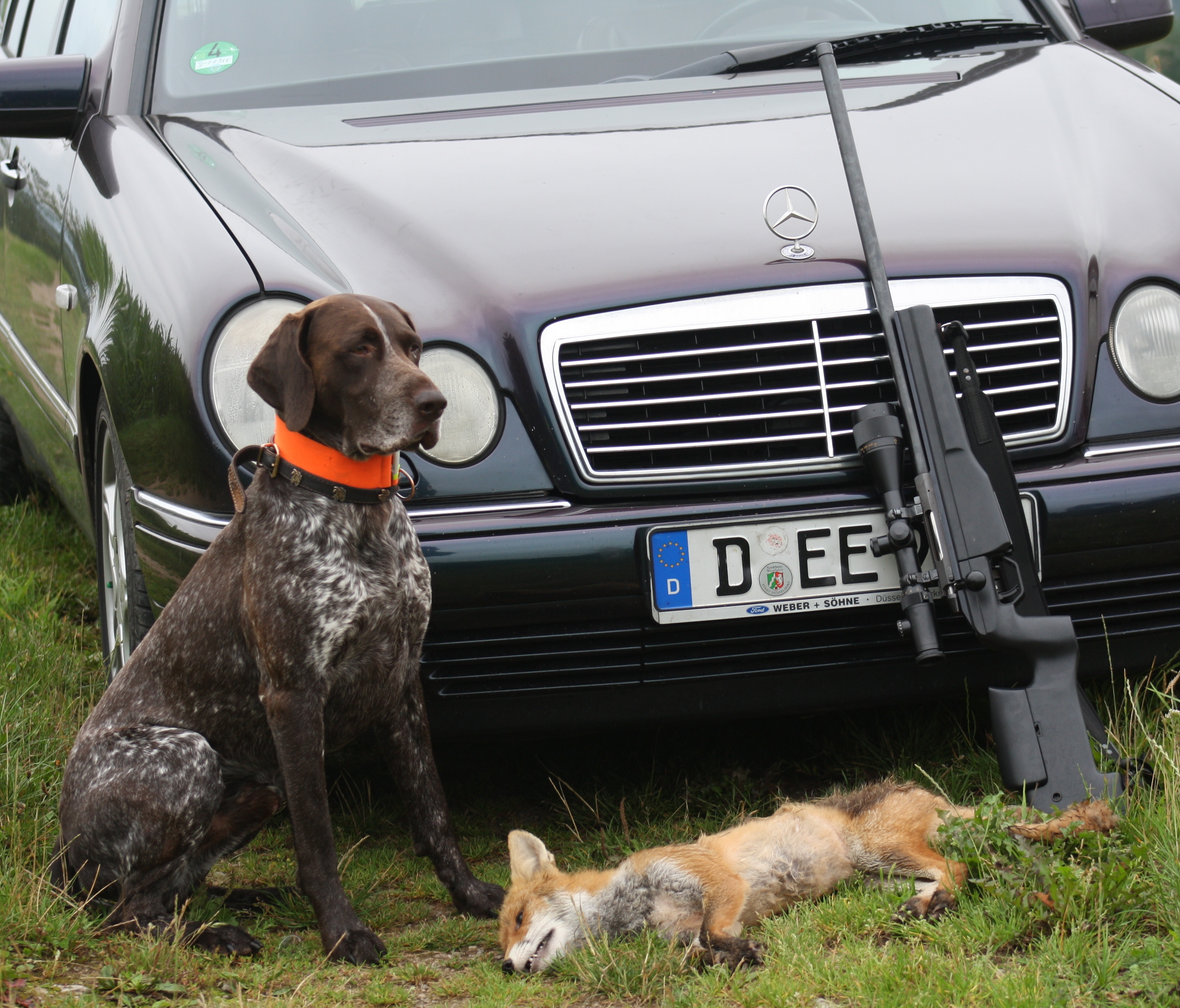
裝上Nightforce 2.5—12×56倍光學狙擊鏡和薩科TRG-22。

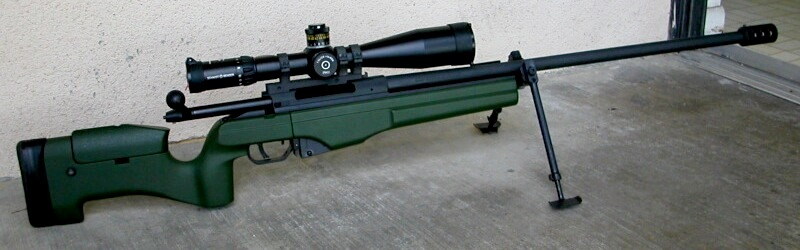
芬蘭國防軍的薩科TRG-42狙擊步槍（8.6 TKIV 2000）。

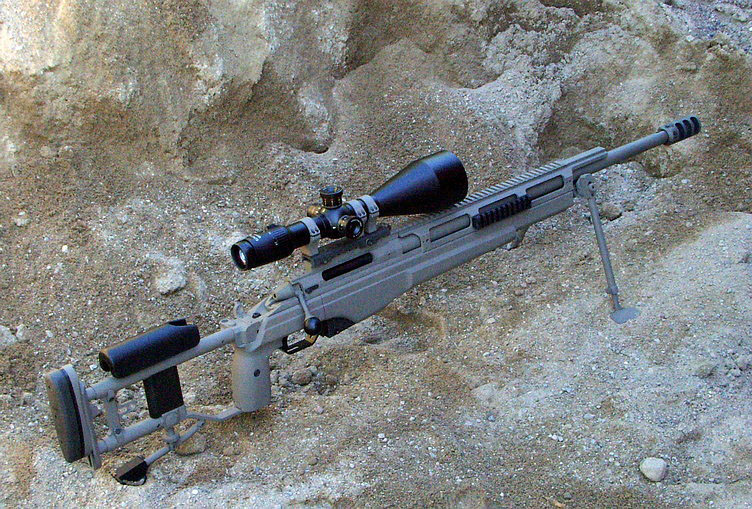
裝上了可選擇沙色折疊槍托、內置延長戰術導軌座系統、510毫米（20.08英吋）槍管和光學狙擊鏡的薩科TRG-42。

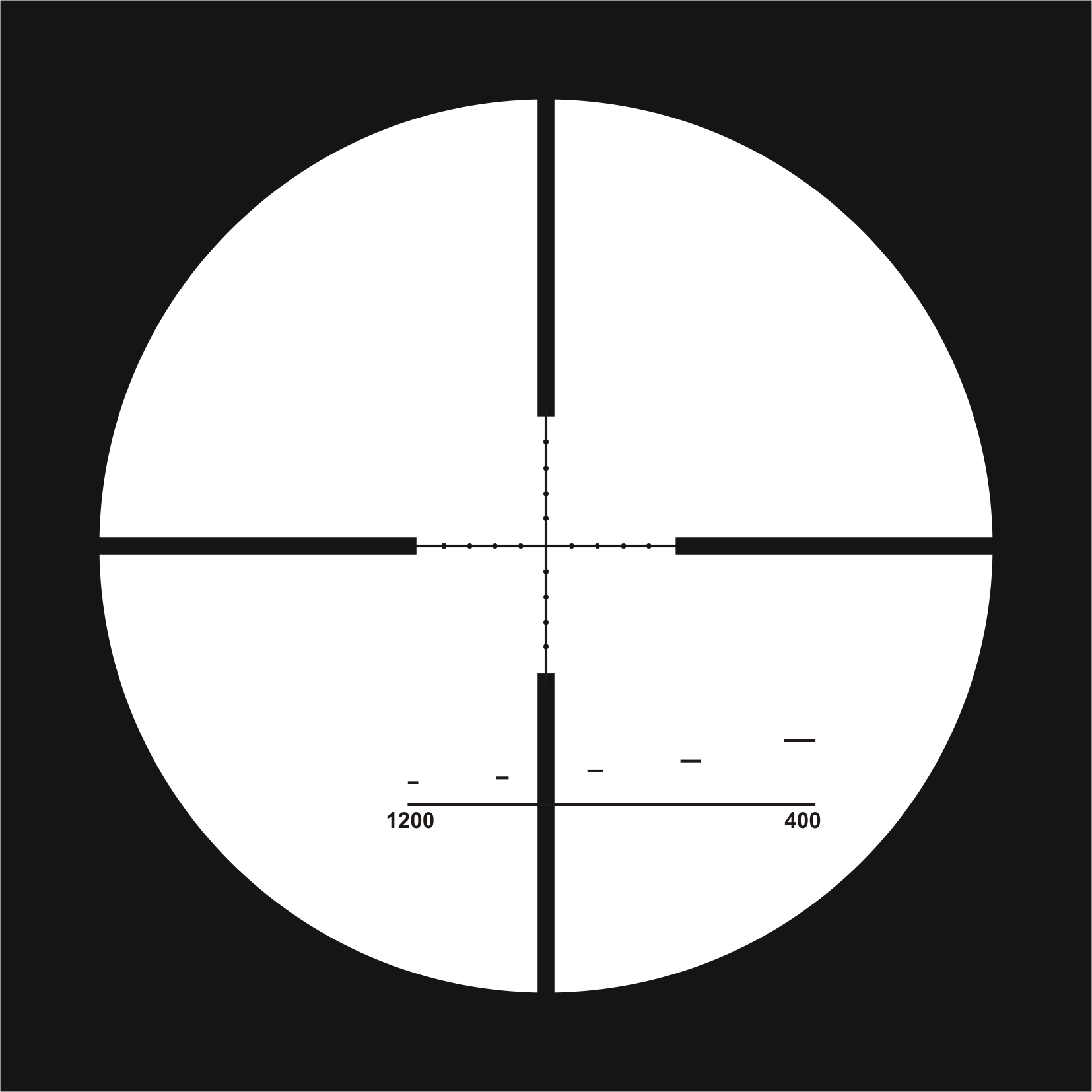
“FinDot”型十字分劃線。

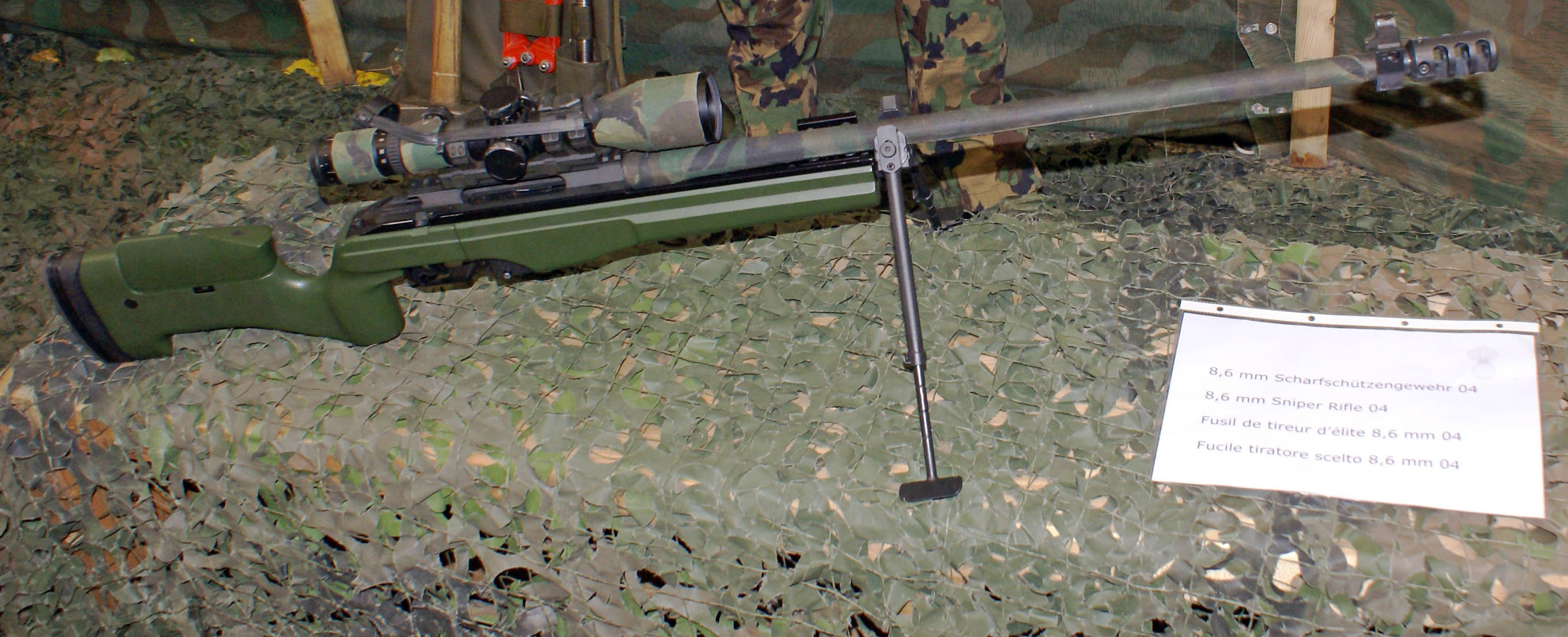
瑞士軍隊8.6毫米狙擊步槍04（.338拉普麥格農子彈口徑版本的TRG-42）。

- 阿尔巴尼亚
  - 阿爾巴尼亞警察武裝份子掃蕩部門（英语：Reparti i Neutralizimit të Elementit të Armatosur）[41]
- 阿尔及利亚
  - 阿爾及利亞人民國家軍隊（英语：Algerian People's National Army）特種部隊單位（TRG-22）
- 亞美尼亞
- - 澳洲國防軍特種作戰司令部（TRG M10）[42]。
- 白俄羅斯
  - 白俄羅斯共和國內務部鑽石反恐特別單位（TRG-42）[43]
  - 白俄羅斯共和國國家安全委員會阿爾法小組
- 比利时[44]
- 加拿大
  - 加拿大軍隊（TRG M10在“多口徑狙擊武器”招標中得標）
- ：
  - 克羅地亞軍隊（TRG-42 .300溫徹斯特麥格農口徑型）[41]
- 捷克
  - 捷克共和國武裝部隊（英语：Military of Czech Republic）：為TRG-22。會裝上Leupold & Stevens公司生產的VX-3 6.5—20×50毫米或施密特-本德爾警用神槍手二型（英語：Police Marksman II，簡稱：PM II）光學狙擊鏡）[45]
- 丹麦
  - 丹麥國防軍（TRG-42折疊式槍托型；命名為Finskyttegevær M/04，意為：04型狙擊步槍）[44][46][47]
- 爱沙尼亚
  - 愛沙尼亞國防軍（TRG-42、TRG M10）[44][48]
- 芬兰
  - 芬蘭國防軍：購買了490枝TRG-42，並命名為8.6 TKIV 2000。它們被要求裝上特別定制的蔡司3—12×56 Diavari VM/V T* 30毫米光學狙擊鏡連眼部安全雷射過濾器。[49]這個光學狙擊鏡的第一焦平面更配備了“翅型點”十字分劃線（一種每隔一段就增加高度的毫弧度點分劃，內部更設有一個緩繳（外基線）測距用途快速距離換算表在400，600，800，1,000和1,200公尺（437.45，656.17，874.89，1,093.61，1,312.34码）以內的1公尺（1.09码）高或0.5公尺（0.55码）寬的目標）。照明標線（英语：Reticle）內還內置了一個鑲嵌在高低調整鈕的氚瓶，作為在低光度時提供對瞄準線的照明光源。高低調整鈕當中還具有一個100—1,400公尺（109.36—1,531.06码）的彈墜補助（英語：Bullet Drop Compensation，簡稱：BDC）的旋鈕校準設計，這是因應專為芬蘭國防軍的神槍手使用的TKIV 2000所發配使用的由原廠製造的Lapua Lock Base B408彈藥所特別要求的功能。芬蘭國防軍的狙擊手狙擊手都要進行相關訓練，以彌補因彈墜補助而引起的錯誤，尤其是因環境和氣象的問題令彈墜補助的校準出現偏離而導致彈著偏離的情況是不可避免地發生時。分劃高低調整有0.25密耳（0.25毫弧度）的調整間隔（總海拔範圍=18.6密耳），而風阻則有0.1密耳的調整間隔。芬蘭國防軍相信，0.25密耳的高低間隔在戴上在北極使用的手套以下仍然能夠更容易、更快捷地使用，而且在0.1密耳和0.25密耳之間的差距可在間隔上調節和在殺傷人員的狙擊方面的影響微不足道（0.1密耳在1,400公尺等於14厘米（0.3437747角分）；而0.25密耳在1,400公尺則等於35厘米（0.8594367角分））。所有重要的螺絲溝槽都被設計成可以一發.338拉普麥格農子彈操作以進行分解或重新組裝，而無需使用螺丝起子。[50]
- 法國
  - 法國陸軍特種部隊旅（TRG-42 .300溫徹斯特麥格農口徑型）
- - 喬治亞武裝部隊（TRG-22、TRG-42、TRG M10）[51]
- 希腊[44]
- 印度
  - 米佐拉姆武裝警察（英语：Mizoram Armed Police）（TRG-22）[52]
- 義大利
  - 義大利陸軍第9傘降突擊團“莫斯基山”（英语：9th Parachute Assault Regiment "Col Moschin"）（TRG-42）
  - 卡賓槍騎兵特別干預組（TRG-42）[53][54]
- 约旦
  - 約旦特種作戰部隊（英语：Special Operation Forces (Jordan)）（TRG-22、TRG-42）[55]
- - 哈薩克共和國國家安全委員會（英语：National Security Committee of the Republic of Kazakhstan）A特別任務部隊（TRG-42折疊式槍托型、TRG M10）[56]
- 拉脫維亞[44]
- 立陶宛
  - 立陶宛军队（TRG-22）[57]
- 马来西亚
- 蒙古国
- 荷蘭[44]
- 北馬其頓[58]
- 挪威
  - 挪威國防軍（TRG-42）[44]
- 波蘭—至少裝備了40枝TRG-21步槍和206枝TRG-22步槍。
  - 波蘭武裝部隊：首批的TRG-21步槍被交付給特種部隊行動應變及機動組和第1特戰突擊旅（英语：1st Special Commando Regiment）等單位使用。其餘的30枝TRG-21步槍則主要是交付給第6空降旅以及第25空中突擊大隊。後來因為伊拉克的作戰需求，在2004年再採購了130枝TRG-22步槍。在2006年，TRG-22步槍亦被憲兵部隊所採用[59][60]。
  - 波蘭警察（英语：Policja）
  - 國家保護局（英语：State Protection Service）（TRG M10）
- 俄羅斯
  - 俄羅斯聯邦國家近衛軍特別迅速應變分隊（TRG-22）
  - 俄羅斯聯邦安全局[41]（TRG-42）
  - 俄羅斯聯邦武裝力量特種作戰部隊[61]
- 塞内加尔
- 塞爾維亞
  - 塞爾維亞警察（英语：Law enforcement in Serbia）反恐特別部隊[44]
  - 塞爾維亞軍隊（英语：Military of Serbia）特別旅（英语：Special Brigade）
- - 大韓民國海軍特戰戰團（TRG M10）
- 西班牙
  - 西班牙武裝部隊（TRG-22、TRG-42）[46]
  - 西班牙國家警察部隊（英语：National Police Corps）特別行動組（TRG-21、TRG-41）[62]
- 瑞典
  - 瑞典國防軍：TRG-42由空軍艾爾貝斯遊騎兵部隊、傘兵部隊、海岸遊騎兵部隊和特別保護組（英语：Särskilda Skyddsgruppen）所採用，並且命名為Prickskyttegevär 08。[44]
- 瑞士
  - 瑞士武裝部隊：採購了196枝TRG-42狙擊步槍，並且命名為SSGw 04（全稱：Scharfschützengewehr 04，意為：04式狙擊步槍）。[63][64]
- - 土庫曼斯坦武裝部隊（TRG M10）
- 土耳其
  - 土耳其军队：採購了350枝TRG-42狙擊步槍。[65][66]
- 乌克兰
  - 烏克蘭內務部[67]（TRG-42折疊式槍托型）
  - 烏克蘭安全局
  - 國土防衛軍
- 美国
  - 紐約市警察局緊急勤務單位（TRG M10）
- 辛巴威

## 流行文化

### 電視劇
- 2007年—《火線警告》：2011年12月1日第5季第16集（總集數為第78集）“深度知覺能力”（英語：Depth Perception），由俄羅斯間諜奧斯卡·馬爾科夫（Oscar Markov，克里斯·馬克斯飾演）企圖用以抹殺薩姆的朋友比阿特麗斯。

### 电子遊戲
- 2004年—《突击风暴》：為TRG-21固定槍托型，使用橄欖色槍身。港台地區於2008年11月10日推出一般型；中国大陆地區於2011年1月18日封測時推出一般型，命名為「沉默的杀手」。另外亦有七種改進版：
  - TRG-21（ISR）Blood
  - TRG-21 Infinity (D)
  - TRG-21 Infinity (K)
  - TRG-21 Infinity (S)
  - TRG-21 Camo
  - TRG-21 V.H：中国大陆地區於2011年8月4日推出，命名為「十字TRG-21」
  - TRG-21 D.Fire
- 2006年—：命名為「KAZO TRG」。
- 2007年—：型號為TRG-42摺疊槍托型，在遊戲中使用橄欖色槍身、10發容量彈匣和4—8倍放大倍率的10×42毫米施密特-本德爾（Schmidt & Bender）警用神槍手二型（Police Marksman II）特級瞄準鏡。奇怪地在空倉重新裝填後玩家角色不會為槍械上膛，而且第一人稱視角武器模組採用鏡像佈局（右手持槍時拉機柄在左側）。港台地區於2008年11月10日推出一般型，中国大陆地區於2009年2月25日推出一般型，同樣命名為「芬蘭之星」；在各地版本均已開放使用，但泰國版及土耳其版因結束營運的關係而不會在這兩個版本開放使用。另外亦有一種改進版：
  - TRG-42 White Gold：C-Box限定的白金型。使用超科技合金打造，並降低了少許重量。港台地區於2010年8月24日推出，命名為「白金之星」；中国大陆地區於2010年8月25日推出，但在命名後加上「（白金典藏）」；在各地版本均已開放使用，但泰國版及土耳其版因結束營運的關係而不會在這兩個版本開放使用。
- 2007年—《穿越火线》：為TRG-21固定槍托型，奇怪地發射.338英吋麥格農子彈。
- 2009年—《俠盜獵車手：血戰唐人街》：為TRG-42固定槍托型，命名為“狙擊步槍”，不能被玩家使用，奇怪地以半自動射擊取代栓動槍機。
- 2012年—：型號為TRG-42固定槍托型，命名為「Kazo TRG」，使用橄欖色槍身、5發容量彈匣和光學狙擊鏡，衍生型為：黑色槍身型和情報局型。
- 2013年—：最早於韓國版2015年6月11日時推出。在遊戲中的型號為TRG-42摺疊槍托型，使用橄欖色槍身、10發容量彈匣和2倍放大倍率的10×42毫米施密特-本德爾（Schmidt & Bender）警用神槍手二型（Police Marksman II）特級瞄準鏡。中國大陸版於2015年6月17日時推出。
- 2015年—《刺客任務：狙擊挑戰》：型號為TRG-42固定槍托型，命名為「水仙」，白色槍身，裝備有滅音器。需要收集零件解鎖。
- 2021年—《戰地風雲2042》：型號為TRG M10，卡其色槍身，命名為“TG-24”。

### 動畫
- 2007年—：2008年1月5日第1季第13集“聖者的歸還”（日語：聖者の帰還），裝上鳥籠式消焰器、非TRG系統專用兩腳架和槍管與光学狙擊鏡之間覆蓋物的改造型TRG-42固定槍托型由洛克昂·史特拉托斯（ロックオン‧ストラトス，聲優：三木真一郎）用於從的駕駛艙上狙擊武裝分子。

## 圖集

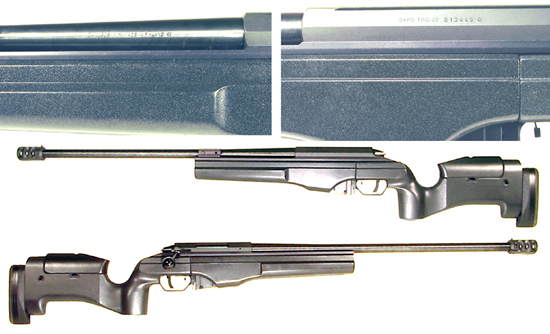
薩科TRG-22狙擊步槍（左右兩視圖）
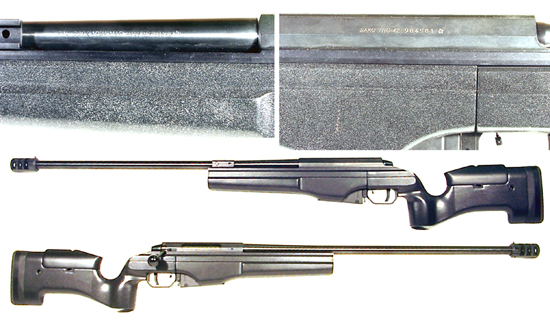
薩科TRG-42狙擊步槍（左右兩視圖）
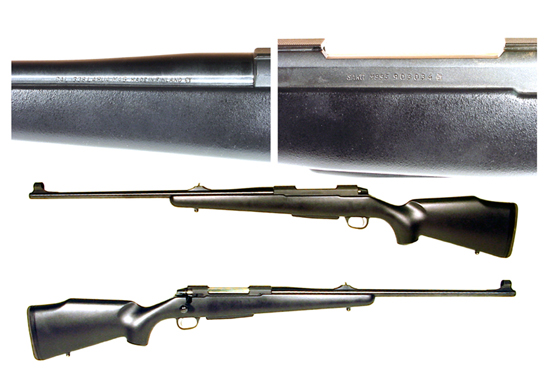
薩科TRG-S（M995）狩獵步槍（左右兩視圖）

## 外部連結
- （英文）—Official Sako website** （页面存档备份，存于）
  - Defence TRG 22 （页面存档备份，存于）
  - Defence TRG 42 （页面存档备份，存于）
  - Defence TRG M10 （页面存档备份，存于）
  - Defence TRG M10 Technical Details
  - Law Enforcement TRG 22
  - Law Enforcement TRG 42
  - SAKO TRG sharpshooting system specification
  - SAKO TRG folding stock specification
  - SAKO TRG-S specification
  - SAKO TRG tactical mount
  - Owner's and maintenance manual for the SAKO TRG-22/42 sharpshooting system
- （英文）—demigodllc.com: Military .338 Lapua Rifles Compared, the SAKO TRG-42 and AI-AWSM by Zak Smith （页面存档备份，存于）
- （英文）—demigodllc.com: Military .338 Shootout: Sako TRG-42 vs. AI-AWSM by Zak Smith (image collection)
- （英文）—uvson308.com TRG-42 black & green by Julien Cartier (image collection) （页面存档备份，存于）
- （英文）—uvson308.com TRG-42 vs. PGM .338 LM by Julien Cartier (image collection) （页面存档备份，存于）
- （英文）—Guns Magazine, April, 2002: Sako's sniper: The TRG-22 precision rifle by David M. Fortier （页面存档备份，存于）
- （英文）—Modern Firearms—Sako TRG 21/22 and TRG 41/42 （页面存档备份，存于）
  - Sako TRG M10 Sniper Rifle （页面存档备份，存于）
- （英文）—Sniper Central—Sako TRG-22/42
- （英文）—Weaponsystems.net—TRG
- （英文）—Precision Arms—Sako TRG-22 （页面存档备份，存于）
- （英文）—accurateshooter.com: Gun of the Week Collection, Week 69, A Tale of Two TRGs by Terje Fjørtoft（页面存档备份，存于）
- （英文）—accurateshooter.com: Gun of the Week Collection, Week 69, TRG-22 for Competition - the Dutch Perspective by Jim de Kort（页面存档备份，存于）
- （英文）—Finland's Silenced .338 Long-Range Sniper: Sako TRG42 Rifle and BR-Tuote T8M Reflex Suppressor by Al Paulson
- （英文）—Sako TRG-42 review:  Guns & Ammo, April 2010[永久]
- （英文）—The Firearm Blog.com—
  - Beretta/Sako TRG M10 Spotted In The Wild （页面存档备份，存于）
  - The Beretta Gallery in London (Sako M10 Supressed) （页面存档备份，存于）
  - Exclusive: World Record 4380 yard shot （页面存档备份，存于）（Sako TRG M10）
- （英文）—Tactical-Life.com—
  - SAKO’S TRG-42 .338 LAPUA MAG （页面存档备份，存于）
  - Elite Iron’s TRG-42 .338 Mag Package （页面存档备份，存于）
  - ELITE IRON Compact SAKO TRG42 Tactical Rifle （页面存档备份，存于）
  - BERETTA’s TRG-42 （页面存档备份，存于）
  - SAKO .260REM AI Forester （页面存档备份，存于）
  - Sako TRM-G M10
  - SOCOM-BORN SAKO TRG M10 （页面存档备份，存于）
- （英文）—Sako TRG-22 260 Remington is now available , May 2011 （页面存档备份，存于）
- （英文）—Military, Security and Civilian Guns and Equipment—Sako TRG（页面存档备份，存于）